# Joffre-torta
A Joffre (zsofré) egy román eredetű, Romániában népszerű csokoládétorta. 1920-ban készítették először Bukarestben.

## Története
1920 augusztusában Joseph Joffre tábornok, a francia hadsereg korábbi főparancsnoka Bukarestbe látogatott, Ferdinánd király és Mária királyné meghívására. Grigore Capșa, a királyi ház cukrászmestere ebből az alkalomból egy intenzív csokoládéízű, a francia katonai sisakok formáját idéző süteményt készített, melyet Joffre-süteménynek nevezett el. Az édesség rendkívül népszerű lett, és a francia konyhaművészet is átvette. Idővel a sütemény egy nagyobb változatát, a Joffre-tortát kezdték készíteni. A Joffre-torta máig közkedvelt, és szinte minden román cukrászdában kapható.

## Leírása
Két tortalap közé párizsi krémet töltenek, majd csokoládékrémmel vonják be. A tortát egyes receptek gyümölccsel, tejszínhabbal, aprósüteménnyel díszítik.